# Brevet d'invention
Pour les articles homonymes, voir Brevet (homonymie).

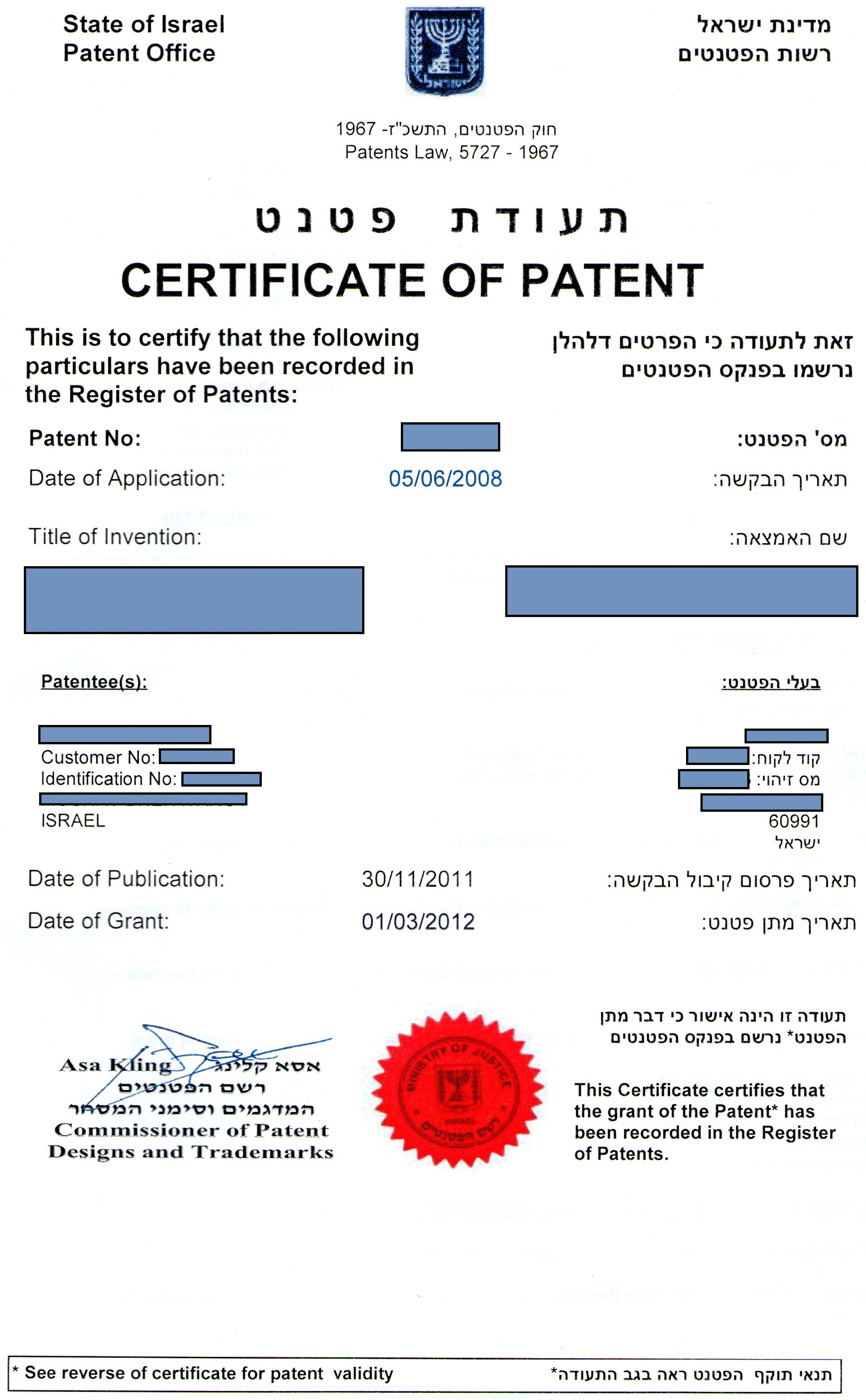
Modèle de brevet de l'État d'Israël.

Un brevet est un titre de propriété industrielle qui confère à son titulaire une exclusivité d'exploitation de l'invention brevetée à compter, en principe, de la date de dépôt et pour une durée maximale de 20 ans. Un droit de brevet n'est pas un droit d'exploitation, c'est-à-dire autorisant l'exploitation de l'invention brevetée. En effet, le droit d’exploitation peut être soumis à un autre formalisme tel que l'obtention d'une autorisation de mise sur le marché, une certification, etc.
Certains États peuvent au moment de l'inscription fournir un « brevet provisoire » et accorder un « délai de grâce » qui évite la nullité du brevet pour un inventeur ayant exposé son invention avant le dépôt de brevet, dans un cadre non confidentiel. Selon les pays c'est le premier « inventeur » ou le premier « déposant » (en Europe) qui a priorité pour le brevet.
Le brevet n'est valable que sur un territoire déterminé, pour un État déterminé. Il est possible de déposer une demande de brevet auprès d’un office des brevets, qui peut dépendre d'un État (l'USPTO pour les États-Unis, l'Institut national de la propriété industrielle (INPI) pour la France, le JPO pour le Japon…), ou auprès d'un groupe de pays, comme l'Office européen des brevets (pour 39 États européens et cinq États d'extension ou validation, dont certains sont situés hors Europe), ou comme l'Organisation mondiale de la propriété intellectuelle (pour les 142 pays signataires du Traité de coopération sur les brevets, dite demande PCT). À la délivrance, le demandeur recevra autant de brevets nationaux que d'États où une protection est recherchée.
En contrepartie du droit, pour le titulaire du brevet, d'interdire à autrui de reproduire l'invention sans son autorisation, l'invention doit être divulguée dans le texte du brevet de manière pleine et entière de manière que quiconque puisse la reproduire. Dans la majorité des cas, les demandes de brevet sont automatiquement publiées à l'issue d'une période de 18 mois à compter de la date de priorité revendiquée la plus ancienne.
En Europe, des brevets sur des dispositifs médicaux, des produits pharmaceutiques ou phytosanitaires peuvent être prolongés de cinq ans au plus sous réserve de l'obtention d'un certificat complémentaire de protection (règlement CE 1768/92). En décembre 2020, dans le cadre de la pandémie de Covid-19, l'Organisation mondiale du commerce débat exceptionnellement sur la libération des brevets sur les vaccins.

## Histoire
À Sybaris, en Grèce, est retrouvé un texte similaire aux brevets, la « Loi de Sybaris », rendant publiques des recettes de cuisine mais en réservant expressément la paternité à leur inventeur. Ce texte datant du VIe siècle av. J.-C. est considéré comme le plus ancien régime de protection de propriété intellectuelle.
Le plus ancien brevet technique à vocation industrielle connu en Europe est délivré en 1421 à Florence à l'architecte et ingénieur Filippo Brunelleschi, pour un de ses nombreux appareils de levage, destiné à la manutention de marchandises transportées par bateau.
À la même époque, en 1469, la ville de Venise octroie à un assistant de Gutenberg, pour la durée de sa vie et à l'exclusion de tout autre, un brevet lui réservant le privilège d'imprimer par un système utilisant des caractères mobiles.
Durant l'Ancien Régime, les rois de France accordent une certaine protection juridique aux innovations sous forme de lettres patentes réservant à l'inventeur le monopole de l'exploitation de leur invention.
En 1791, le droit de propriété intellectuelle de l’inventeur est consacré par les constituants lors de la Révolution française et se traduit par le régime moderne des brevets, un an après les États-Unis. Les patentes, au sens moderne du terme, sont introduites en droit français sous la Révolution par la loi du 7 janvier 1791, dont les décrets d'application, votés par l'assemblée nationale, sont fixés par la loi du 25 mai 1791. Le terme « brevet d'invention » se substitue alors à l'appellation « patente », laquelle désigne soit l'impôt que devra acquitter le bénéficiaire en application du décret d'Allarde (contribution des patentes), soit les patentes anglaises. Un dépôt général est créé sous le nom de Directoire des brevets d'invention, lesquels sont délivrés sous la surveillance et l'autorité du ministre de l'intérieur. Le demandeur d'un brevet doit en faire la demande auprès du secrétariat de son département. La réception des dépêches au directoire fait ensuite l'objet d'un procès-verbal. L'article 6 de ladite lue le brevet (anciennement patente) doit notamment comprendre la description précise ainsi que les illustrations annexées au procès-verbal. Ledit brevet est enfin scellé puis renvoyé au département du demandeur. L'article 1er de l'arrêté du Gouvernement du 27 septembre 1800 (5 vendémiaire de l'an IX) dispose enfin que les brevets d'invention, de perfectionnement et d'importation sont délivrés tous les trois mois, et publiés au bulletin des lois.

## Droit
Le monopole d'exploitation conféré par le brevet à son titulaire est un droit exclusif, lui permettant d'autoriser ou d'interdire à tout tiers de produire, d'utiliser, d'importer, d'exporter ou vendre l'invention couverte par le brevet. Ainsi, le brevet ne constitue pas un droit qui autorise le titulaire à exploiter l'invention, en particulier lorsque celle-ci présente des caractéristiques couvertes par des brevets appartenant à des tiers.
Les systèmes des brevets actuels viennent de la période révolutionnaire : les premières lois concernant des brevets d'inventions proprement dits datent de 1790 pour les États-Unis (loi du 17 août 1790 adoptée conformément aux principes posés par la constitution de 1787) et de 1791 pour la France (loi du 7 janvier 1791 adoptée par l'assemblée révolutionnaire). Les systèmes arbitraires précédents de privilèges et monopoles sont abolis, influencé par les idées de Benjamin Franklin.
L'objectif des brevets est de favoriser les développements techniques et industriels en accordant des droits aux inventeurs qui divulguent leurs résultats à la communauté. Le système est censé promouvoir la recherche en permettant aux inventeurs de se financer en vendant leurs droits aux producteurs ou encore d'inciter un entrepreneur à innover, en espérant que le monopole du brevet lui permettra de récupérer l'investissement consenti en recherche et développement.
Pour être brevetable, une invention doit répondre à trois critères :
- l'invention doit être nouvelle, c'est-à-dire que rien d'identique n'a jamais été accessible à la connaissance du public, par quelque moyen que ce soit (écrit, oral, utilisation…), où que ce soit, quand que ce soit. Elle ne doit pas non plus correspondre au contenu d'un brevet qui aurait été déposé mais non encore publié ;
- l'invention doit impliquer une activité inventive, c'est-à-dire qu'elle ne peut pas découler de manière évidente de l'état de la technique, pour un homme du métier ;
- l'invention doit être susceptible d'une application industrielle, c'est-à-dire qu'elle peut être utilisée ou fabriquée dans tout genre d'industrie, y compris l'agriculture (ce qui exclut les œuvres d'art ou d'artisanat, par exemple). Ce critère diffère en fonction des pays.

Une quatrième clause retient que la description complète de l'invention et de la manière de la reproduire doit être incluse dans le brevet, de manière que le contenu technique soit disponible lors de la publication de la demande, et à ce qu'à l'expiration du brevet cette technologie soit effectivement disponible dans le domaine public.
En outre, certaines dispositions (qui peuvent différer selon les pays concernés) excluent purement et simplement de la brevetabilité certaines catégories d'inventions ou de créations intellectuelles, par exemple les théories scientifiques, les simples découvertes, les inventions contraires à l'ordre public et aux bonnes mœurs (par exemple un nouveau type de lettre piégée), les méthodes thérapeutiques (procédures chirurgicales…) ou encore (en Europe par exemple) les logiciels en tant que tels. Ces exclusions sont en général justifiées par le fait que, selon la phrase consacrée, « une invention est une solution technique à un problème technique ». Toutefois, il reste à définir à quoi correspond le terme « technique ».

### Différents systèmes de brevets
Initialement, seuls existaient les systèmes nationaux de brevets, avec pour conséquence une duplication des tâches des Offices des brevets. En effet, dans différents pays, ce sont souvent les mêmes éléments de l'état de la technique et les mêmes arguments qui sont invoqués pour mettre en cause la validité des demandes de brevet et en imposer la limitation au cours des procédures officielles d'examen. Il en résultait également des coûts accrus pour les déposants.
L'idée d'un « brevet mondial » ou d'une reconnaissance mutuelle entre différents pays étant peu envisageable, il s'est développé le système du brevet européen, permettant, par le dépôt et l'examen d'une unique « demande de brevet européen », d'obtenir la délivrance d'un brevet européen pouvant exercer ses effets dans un certain nombre de pays européens (« pays désignés ») : le déposant peut désigner n'importe lequel des (actuellement) trente-huit États contractants (les derniers en date étant l'Albanie depuis le 1er mai 2010, et la Serbie depuis le 1er octobre 2010). Le brevet européen peut également prendre effet, à compter de la délivrance, dans des États non contractants (Bosnie-Herzégovine et Monténégro) qui reconnaissent la validité du brevet délivré sur leur territoire.
Ce système, administré par l'Office européen des brevets (OEB), présente cependant deux inconvénients. Premièrement son coût, de l'ordre de trois à cinq fois supérieur à celui d'un brevet aux États-Unis, en raison principalement de l'obligation imposée par la plupart des pays concernés (et non par la Convention sur le brevet européen) de traduire intégralement un brevet européen, après sa délivrance, dans la (une) langue nationale du pays. Afin de pallier cette difficulté, le protocole de Londres a proposé la possibilité de ne pas traduire les brevets européens. À la fin 2008, seule l'Allemagne, l'Angleterre et la France avaient totalement supprimé la nécessité de déposer des traductions des brevets européens dans leurs langues nationales. Deuxièmement, après la délivrance d'un brevet européen, celui-ci éclate en un « faisceau » de brevets nationaux dans les pays désignés. Ces brevets nationaux mènent alors (classiquement) des vies totalement indépendantes les unes des autres, dont une conséquence est qu'en cas de contrefaçon dans plusieurs pays, il est généralement nécessaire d'intenter des actions judiciaires parallèles dans chacun de ces pays, sans aucune certitude quant à l'uniformité des décisions qui seront rendues. Il en résulte un accroissement des coûts et de l'incertitude juridique. La Convention sur le brevet européen prévoit toutefois un dispositif simple, efficace et de coût abordable offrant aux tiers la possibilité de contester tout brevet européen de manière « centralisée », c'est-à-dire pour tous les pays dans lesquels il a été délivré. Ce dispositif est la « procédure d'opposition ». Une opposition à un brevet donné doit être formée par écrit auprès de l'OEB dans les neuf mois qui suivent la date de la mention de la délivrance du brevet européen considéré. La décision de validité (ou non) d'un brevet européen rendue dans le cadre d'une opposition est susceptible d'appel devant les Chambres de Recours de l'OEB. Avec plus de 160 000 dépôts par an, le système du brevet européen est cependant un grand succès, malgré ses imperfections.
D'autres systèmes de brevets régionaux (au sens de région du monde) sont en place, notamment l'Organisation eurasienne des brevets (OEAB) et deux systèmes africains : Organisation africaine de la propriété intellectuelle (OAPI) et ARIPO.
Au niveau international, l'Organisation mondiale de la propriété intellectuelle (OMPI), qui compte 192 États membres, a développé le traité de coopération sur les brevets (Patent Cooperation Treaty, PCT), permettant à travers le dépôt d'une seule demande internationale, d'obtenir une protection provisoire durant une trentaine de mois dans les 152 États contractants du PCT : la date de dépôt de la demande PCT vaut date de dépôt pour tous les pays désignés dans cette demande. Durant cette période, une recherche préliminaire et un examen préliminaire sont exécutés, ce qui permet au déposant de se faire une meilleure idée quant à la brevetabilité de son invention. Aucun brevet international n'est cependant délivré à l'issue de cette « phase internationale » ; si le demandeur souhaite toujours obtenir un brevet dans certains des pays désignés dans la demande initiale, il devra engager la « phase nationale » dans chacun de ceux-ci, selon les procédures respectives. Ce n'est qu'à l'issue de ces procédures nationales que des brevets nationaux (ou éventuellement régionaux) pourront être délivrés, avec éventuellement des portées différentes (en fonction des règles nationales).
Pour l'Europe, diverses tentatives ont visé à la création d'un brevet communautaire (initialement sous la forme d'un système intergouvernemental, dernièrement sous la forme d'un système communautaire). Ce brevet communautaire présenterait l'avantage notable d'être unitaire y compris après sa délivrance, ce qui permettrait la résolution centrale des litiges, avec une certitude juridique nettement plus élevée que dans le système actuel du brevet européen. La négociation (au niveau du Conseil) de la proposition de Règlement de la Commission se heurte cependant à des objections purement politiques de certains pays, notamment sur le plan des exigences de traduction (malgré l'approbation très large des utilisateurs potentiels), et rien ne permet de prévoir quand un brevet communautaire pourrait finalement être disponible.
La Convention de Paris pour la protection de la propriété industrielle (20 mars 1883) ou convention d'Union de Paris (CUP) a instauré entre les États contractants une union, et elle prévoit que tout ressortissant d'un État contractant jouit des mêmes droits en matière de propriété industrielle qu'un national dans tout autre État de l'Union. Ainsi, un inventeur/ déposant belge jouit devant l'USPTO américain des mêmes droits qu'un Américain. Et réciproquement en Belgique ; car Belgique et États-Unis sont parties à la CUP, comme actuellement 177 États.
La CUP prévoit également un délai d'un an, dit délai de priorité, pour permettre à un déposant qui a effectué un premier dépôt régulier dans un pays de l'Union d'effectuer des dépôts pour la même invention dans d'autres États contractants. Ces dépôts ultérieurs seront considérés comme déposés le jour du dépôt de la première demande. Ce premier dépôt s'appelle le dépôt prioritaire, et sa date la date de priorité. Pour revendiquer par exemple en France la priorité d'un premier dépôt belge, le déposant indique le pays, le n° du dépôt initial, ainsi que la date de priorité.
On dit que ces demandes ultérieures bénéficient d'un « droit de priorité » vis-à-vis d'éventuelles autres demandes qui pourraient avoir été déposées après la date de priorité par d'autres personnes pour la même invention. On ne pourra pas non plus opposer à ces demandes ultérieures des publications postérieures à la date de priorité. En effet, on doit se placer, pour apprécier la nouveauté et l'activité inventive d'une demande ultérieure sous priorité, à sa date de priorité.
Les récentes avancées en informatique ont posé le problème du brevet logiciel et du brevet essentiel.
Le 13 juin 2013, la Cour suprême des États-Unis affirme la non brevetabilité de tout ou partie du génome humain car « existant naturellement ».

### Distinction entre Europe et États-Unis
Si deux personnes réalisent indépendamment la même invention, ou si la seconde fait breveter l'invention de la première, deux moyens permettent d'attribuer sa paternité :
- la prise en compte de l'antériorité déclarée de l'invention dans le cas américain (système du premier inventeur, ou « first-to-invent »), de l'antériorité de son dépôt dans le cas européen (système du premier déposant, ou « first-to-file »). Le sénat Américain a voté le 23 juin 2011 une réforme de son système de brevet alignant l'antériorité sur le droit européen : l'antériorité est donnée maintenant au premier déposant (hors abus évidents) ;
- l'existence aux États-Unis d'un délai de grâce (« grace period ») ayant pour effet qu'une publication faite par l'inventeur dans un délai maximum de 12 mois avant le dépôt d'une demande de brevet (US) ne rend pas celle-ci invalide. En Europe, au contraire, en vertu du régime de la nouveauté absolue, toute divulgation antérieure à la date de dépôt (ou de priorité le cas échéant) anticipe l'invention, la privant ainsi de nouveauté et donc de brevetabilité (en fonction du contenu exact de la divulgation).

#### Particularités du brevet belge
Un brevet belge n'est valable qu'en Belgique. Il en existait deux types : le brevet belge d'une durée de validité de vingt ans et celui d'une durée de validité de six ans. Cependant, cette dernière possibilité du « mini brevet » a été supprimée en 2009. En effet, toutes les demandes de brevet déposées depuis le 8 janvier 2009 ne peuvent plus bénéficier de cet « avantage ».
Un inventeur peut s'adresser à un mandataire pour obtenir une assistance spécialisée pendant le déroulement de la procédure de demande. Il s'agit d'un spécialiste qui représente le demandeur durant la procédure de demande et l'assiste ensuite dans le suivi administratif du dossier.

#### Particularités du droit français
En droit français, un « droit de possession personnelle antérieure » permet la poursuite de l'exploitation d'une invention à celui qui peut prouver qu'il détenait l'invention, sur le sol français, avant le dépôt de brevet. Cette preuve peut par exemple être « une enveloppe Soleau, un dépôt notarié ou encore un cahier de laboratoire certifié ».
Si les droits acquis par un tiers sur un brevet ne font pas l'objet d'un début de réalisation dans une période donnée, le breveté reprend tous ses droits sur l'invention. Le législateur a considéré en effet qu'il n'était pas dans l'intérêt général qu'une invention soit mise sous le boisseau par des intérêts privés. Cette disposition ne fait pas toujours l'affaire des multinationales, qui préfèrent garder des brevets à disposition pour des échanges de licences avec des concurrents. Elles effectuent un lobbying important pour que cette exception qui fait obstacle à leurs intérêts particuliers disparaisse sous couvert d'« harmonisation européenne »[réf. nécessaire].
Enfin, le système de délivrance des brevets était traditionnellement considéré comme dépourvu d'examen. Les différentes lois (1791, 1844, 1968, 1978) ont donné lieu à des débats concernant ce qui relevait du périmètre de l'administration. Le législateur a défini les motifs de rejet d'une demande par l'administration via l'article L. 612-12 du code de la propriété intellectuelle, où figure un examen de la nouveauté (dit « manifeste »). Depuis la loi PACTE, l'examen des demandes inclut les critères de nouveauté, d'activité inventive et d'application industrielle.

##### Procédure
La procédure couvre les étapes suivantes, de l'invention au brevet :
1. Vérification de la brevetabilité :
Seules les inventions de nature technique entrent en ligne de compte pour une protection par brevet. Une invention peut être un produit, un procédé de fabrication ou une technique d'exécution. Les découvertes, théories scientifiques, méthodes mathématiques et designs ne sont pas brevetables. Une invention doit satisfaire aux critères de :
  - nouveauté ;
  - caractère inventif ;
  - application industrielle.
2. Établissement du dossier de demande :
Un dossier de demande comporte les documents suivants :
  - une requête en délivrance d’un brevet ;
  - une description de l'invention ;
  - des revendications (ou claims) ;
  - des dessins ;
  - un abrégé (ou abstract).

La langue à utiliser pour une demande de brevet belge est, au choix, le français, le néerlandais ou l'allemand. Des instructions détaillées pour la rédaction des documents exigés figurent dans l'Arrêté royal du 2 décembre 1986 modifié par l’Arrêté royal du 25 mai 1987.
3. Dépôt de la demande :
En Belgique, toute personne domiciliée ou établie en Belgique peut déposer une demande de brevet belge auprès de l'Office de la Propriété intellectuelle. Les personnes non domiciliées ou établies en Belgique doivent le faire par l'intermédiaire d'un mandataire.
Qu'il s'agisse d'un brevet belge, européen ou international, une date de dépôt est octroyée au dossier au moment du dépôt de la demande de brevet. Pour les pays qui ont ratifié la Convention de Paris de 1883, la date de dépôt établit une priorité dans les autres États membres de la Convention, de telle sorte que la protection du brevet peut être étendue ultérieurement à ces pays si on le souhaite. Le délai de priorité est de 12 mois après la date du premier dépôt. En pratique, cela veut dire qu'après avoir déposé une demande de brevet, un demandeur a 12 mois pour décider dans quels pays il souhaite une protection par un brevet et effectuer les formalités de dépôt correspondantes. Le dépôt d'une demande internationale (c'est-à-dire PCT) constitue une solution très souvent utilisée à ce stade, qui permet de prendre date dans plus de 100 pays.
4. Examen de la demande :
Au cours de la recherche formelle, le dossier de demande de brevet fait l'objet d'un contrôle de complétude et de forme. Cette recherche peut donner lieu à une demande de corrections ou de régularisation du dossier de demande.
Au cours de l'enquête de nouveauté, l'invention est évaluée quant à sa nouveauté et son unité.
Pour un brevet belge, il faut effectuer une recherche de nouveauté si la période complète de protection de 20 ans est demandée. Un brevet d'une durée limitée de 6 ans peut être obtenu sans recherche de nouveauté. Le rapport de nouveauté relatif à une demande de brevet belge est fourni 9 mois après la date de dépôt de la demande.
Sur la base du rapport de la recherche de nouveauté, le demandeur est éventuellement invité à apporter des modifications dans le dossier de demande ou à retirer sa demande de brevet. Une recherche de nouveauté n'offre pas une garantie absolue contre une contestation devant les tribunaux.
5. Délivrance du brevet :
Le contenu d'un brevet reste secret entre la date de dépôt de la demande et la date de publication. Dix-huit mois après la date de dépôt, le dossier de brevet est publié intégralement.
Le brevet belge d'une durée de 6 ans est délivré lors de la publication de la demande de brevet. Un brevet belge d'une durée de 20 ans est délivré au plus tôt 18 mois après la date de dépôt de la demande, pour autant que la recherche de nouveauté se soit avérée positive.
6. Maintien en vigueur du brevet :
Un brevet délivré peut être déclaré nul en tout ou en partie par le tribunal s'il s'avère par la suite que l'un des trois critères de validité n'était pas rempli. N'importe quelle partie peut faire opposition devant le tribunal national du pays dans lequel le brevet est en vigueur.

##### Violation
La violation, ou l'infraction au droit exclusif d'exploitation du titulaire du brevet, relève de la compétence du tribunal national du pays dans lequel le brevet est en vigueur. C'est au titulaire du brevet qu'il incombe de détecter la violation et de la dénoncer. Toute violation est sanctionnée par un arrêt immédiat des activités qui portent atteinte au brevet, une amende et l'obligation d'indemniser complètement le titulaire du brevet.
Le film Un éclair de génie (Flash of Genius) retrace le combat de Robert Kearns pour faire valoir la paternité de son invention, les essuie-glaces à balayage intermittent, qui équipent quasiment tous les véhicules de nos jours.

##### Modifications
Tout changement dans le statut d'un brevet, comme le transfert de propriété ou l'octroi d'une licence, doit être communiqué à l'office national des brevets. Pour un brevet belge, il faut informer l'Office de la Propriété intellectuelle.

##### Maintien en vigueur
Le maintien en vigueur d'un brevet est conditionné au paiement annuel de taxes. Le brevet demeure en vigueur aussi longtemps que l'on paie les annuités de maintien. Il n'est pas possible de renouveler la validité d'un brevet dont on a cessé les paiements. Sauf rares exceptions, il n'est pas possible non plus de le prolonger à la fin des 20 ans.

## Controverses

### Frein potentiel à l'innovation
Le titulaire d'un brevet peut l'utiliser pour entraver ses concurrents, ce qui freine l'innovation de son secteur. On parle dans ce cas de « brevets bloquants ». Le détenteur peut ainsi sciemment empêcher la diffusion de perfectionnements, selon le phénomène de la tragédie des anticommuns. L'inventeur de la draisienne aurait par exemple pu employer un brevet pour interdire la vente de bicyclettes par un tiers. Cependant, une telle démarche n'est pas commercialement raisonnable ; le détenteur du brevet antérieur a intérêt à ce que la bicyclette se développe afin d'obtenir des licences qu'il est en droit de réclamer.[réf. nécessaire]
Le blocage de l'innovation, lié à une utilisation excessive des brevets, est particulièrement fréquent dans le domaine des nouvelles technologies, où les plus grandes entreprises de pointe se sont déclaré une guerre des brevets durant l'année 2011, essentiellement aux États-Unis et en Europe. La plupart des acteurs du secteur sont concernés (Motorola, HTC, Samsung…), mais une bonne partie des plaintes a été émise par ou contre Apple. Ainsi, plutôt que d'investir dans l'innovation, ces sociétés engagent des frais importants d'avocats et de rachat d'entreprises possédant des brevets afin de maintenir leur produit sur le marché et d'obtenir le retrait de ceux de la concurrence. Apple a ainsi réussi à faire retirer en juillet 2011 la tablette Samsung Galaxy Tab en Allemagne pour violation des droits d'auteurs du design de son iPad[source insuffisante].
Pour prévenir ces abus, le droit des brevets contient dans presque tous les pays des dispositions prévoyant l’octroi de licences obligatoires. Cet octroi est cependant soumis à des conditions restrictives, que des auteurs proposent de réformer dans le contexte de la pandémie de Covid-19.

### Indicateur de réussite
Il a parfois été proposé d'utiliser le brevet comme indicateur de réussite de laboratoires de recherche, voire comme conditions de subventions aux universités, comme l'a suggéré le 6 août 2014 le ministre australien de l'industrie Ian Macfarlane. Les détracteurs de ce principe le jugent improductif car freinant l'innovation et étant source d'effets pervers dans le financement de la recherche. De nombreux chercheurs australiens ont ainsi souligné que la proposition du ministre risquerait de détourner les crédits de la recherche fondamentale vers les projets jugés lucratifs et rentables à court terme. « L'accent mis sur les brevets pourrait créer des « incitations perverses » », confirme Aidan Byrne, chef de l'Australian Research Council, qui ajoute que le nombre de dépôts de brevets ne doit pas être isolé d'autres indicateurs. De fait, des pans entiers de la recherche ne débouchent pas directement sur des objets ou recettes brevetables. L'Histoire a montré que la plupart des grandes découvertes exploitées par l'industrie proviennent de la recherche fondamentale et de trouvailles inattendues, qui n'auraient pas été financées si l'on n'avait financé que ce que l'on pensait commercialement exploitable, a expliqué Les Field (secrétaire chargé de la politique scientifique à l'Académie australienne des sciences et vice-chancelier adjoint de l'Université de New South Wales de Sydney) au journal The World Today.

### Libération des brevets sur les vaccins
Face à l’urgence sanitaire due à la pandémie de Covid-19, la question de la libération des brevets des vaccins pour le bien commun se pose. Cette idée fait l'objet de plusieurs appels mais se heurte aux contraintes de la propriété intellectuelle, protégée par les brevets déposés par les entreprises.
En décembre 2020, l'Organisation mondiale du commerce (OMC) débat sur le caractère brevetable des vaccins anti-Covid. Selon Leena Menghaney, de la Campagne d'accès aux médicaments de Médecins sans frontières, cette exemption des droits de propriété intellectuelle sur les vaccins anti-Covid permettrait d'« augmenter la production dans de très nombreux pays en développement qui en ont la capacité ». A contrario, selon un représentant du groupe d'intérêts des groupes pharmaceutiques, « La propriété intellectuelle encourage un modèle commercial d'innovation fort. Nous n'aurions pas eu la possibilité d'avancer aussi rapidement dans le développement de traitements ou de vaccins sans le système de propriété intellectuelle. » En mai 2021, emmenés par l’Inde et l’Afrique du Sud, une centaine d’États demandent à l'OMC la levée des droits de propriété intellectuelle sur les vaccins contre le Covid-19 afin de réduire l’écart qui se creuse entre les pays riches et les nations les plus pauvres pour la vaccination de leurs populations. Le Parlement européen et, fait marquant, les États-Unis également soutiennent la suspension de ces brevets pour accélérer la production mondiale.
Selon l’économiste Philippe Askenazy le débat sur la nationalisation de la propriété intellectuelle sur les vaccins, « biens communs de l’humanité » n’est pas nouveau. un décret sous Napoléon Ier en 1810 en porte la trace. Les « inventeurs ou propriétaires de remèdes ou compositions dont ils ont seuls la recette [la] remettront avec une notice des maladies auxquelles on peut les appliquer, et des expériences qui en ont été déjà faites »...« Un traité avec les inventeurs (…) sera homologué en notre Conseil d’Etat, et le secret publié sans délai. »
Selon l'avocat Matthieu Dhenne, cette « libération » des brevets relatifs aux vaccins constitue un faux débat, dans la mesure où le système de la licence d'office, qui est prévu à l'article 31 de l'accord sur les ADPIC conclu au sein de l'OMC (repris en substance à l'article L. 613-16 du Code de la propriété intellectuelle) permet déjà une limitation de l'exercice du droit de brevet, afin qu'il soit conforme à l'intérêt de la santé publique,. Il conviendrait cependant d'engager la procédure de la licence d'office, après l'avoir réformée un minimum (afin de la rendre effective). Une telle réforme de la licence d'office a déjà été recommandée par un rapport de l'Institut de Boufflers de mai 2020 puis par une tribune collective rassemblant 16 spécialistes du droit des brevets et du droit de la propriété. Une proposition de loi déposée au Sénat le 8 avril 2021 fait suite à ces recommandations.
En juin 2022, l’OMC entérine un accord minimal sur la levée des brevets sur les vaccins contre la Covid-19. Il donne le droit aux pays en développement d'accorder des licences de production pour les vaccins à des fabricants locaux en se passant de l’autorisation des titulaires des brevets.

### Chasseurs de brevets
Dans les pays anglo-saxons se développent les patent trolls, ou « chasseurs de brevets » en français, des compagnies, personnes morales ou physiques qui utilisent la concession de licence et le litige de brevets comme principal modèle économique. Les chasseurs de brevets achètent des brevets non pas pour innover, mais pour multiplier les contentieux.

### Brevets dormants
De nombreux brevets sont déposés par des centres de recherche et développement d'entreprises sans être exploités par la suite. Ce phénomène s'explique notamment par la faible rentabilité des innovations et par le manque de cohérence entre les axes de recherche et la stratégie de l'entreprise.

## Professions associées

### Conseil en propriété industrielle
En France, la profession de conseil en propriété industrielle (CPI) est une profession réglementée. Le conseil en propriété industrielle propose, à ses clients, des consultations juridiques dans le domaine de la propriété industrielle et peut également les représenter auprès de l'Institut national de la propriété industrielle (INPI) Seule une personne inscrite sur la liste des personnes qualifiées en matière de propriété industrielle (mention brevets d'invention et/ou marques, dessins et modèles) peut prétendre à l'exercice de la profession de conseil en propriété industrielle et à l'usage du titre. L'inscription sur la liste des CPI est conditionnée à la réussite à un examen organisé par l'INPI. Pour pouvoir s'inscrire à cet examen, il est obligatoire de posséder un diplôme d'au moins Bac+4 (en sciences pour les brevets, et en droit pour les juristes), le diplôme du CEIPI ou équivalent, ainsi que trois années d'exercice professionnel en France sous la tutelle d'une personne étant elle-même CPI en brevet ou marque selon le cas. Le CEIPI, situé à Strasbourg, est un des organismes habilités à délivrer un diplôme permettant de s'inscrire à l'examen de CPI de l'INPI, au même titre que les masters de droit en propriété industrielle (par exemple de Paris-II ou de Paris-13).
En France, le conseil en propriété industrielle ne peut représenter de client devant les tribunaux, cette prérogative étant réservée aux avocats.

### Avocat
En France, l'avocat a le monopole de la représentation, à titre libéral, devant les tribunaux. Il peut également représenter les intérêts de ses clients auprès de l'INPI ou de l'OEB. Toutefois, certains avocats font le choix de concentrer leur activité sur les contentieux judiciaires liés aux brevets d'invention : actions en contrefaçon, en annulation de brevets ou encore en revendication de propriété[source insuffisante].

### Inventeurs
Il existe plusieurs associations pour les inventeurs dont les activités ont pour but d'aider les nouveaux inventeurs à breveter leurs innovations et de fournir des informations. Au Canada, il y a la Fédération des Inventeurs du Québec, en France, la Fédération nationale des inventeurs.

## Points techniques
À chaque brevet sont associées des informations sur la nature de l'invention à protéger (description technique), les dates de dépôt et de publication, la liste des inventeurs et déposants ayant participé au brevet, éventuellement le ou les brevet(s) parent(s), les technologies…

### Notions de brevet prioritaire et de famille
Il est possible de « suivre » l'histoire d'une technologie ou d'une invention. À partir d'un premier dépôt de brevet fixant les principes fondamentaux d'une invention ou amorçant l'embryon d'une technologie, il est fréquent qu'au fil du temps ce premier brevet soit complété ou qu'il soit étendu à d'autres offices afin d'élargir la protection.
Les références ainsi construites doivent être mentionnées dans le document du brevet, elles permettent de construire l'historique d'une invention. Les brevets cités sont des brevets prioritaires (donc antérieur dans le temps au brevet qui mentionne cette priorité). L'ensemble formé par ce jeu de priorités est nommé une famille de brevets. Le ou les premiers brevets déposés dans une famille n'ont donc pas de priorité.
Face aux millions de brevets déposés et à l'hétérogénéité des procédures administratives, il existe plusieurs méthodes pour construire les familles de brevets :
- les familles strictes : tous les brevets d'une même famille partagent exactement les mêmes priorités (et dans le même ordre). Dans ce cas de figure, les brevets composants la famille sont généralement appelés équivalents[39] ;
- les familles étendues : les brevets d'une même famille comptent au moins un brevet prioritaire commun.

Les familles INPADOC sont un exemple de la seconde catégorie. INPADOC qui signifie International Patent Documentation Center, a été fondée par l'Organisation mondiale de la propriété intellectuelle (OMPI) et le gouvernement autrichien en vertu d'un accord le 2 mai 1972. Vingt ans plus tard, elles ont été intégrées dans l'Office européen des brevets.

### Catégories de brevets
L'invention de produit consiste en un objet matériel qui se distingue par les caractéristiques de sa constitution, notamment par sa composition, sa structure ou sa forme. Exemple : une prothèse de genou.
L'invention de procédé concerne tout facteur ou agent qui conduit à l’obtention d’un résultat ou d’un produit, par exemple un procédé de fabrication des médicaments.
L'invention d'applications consiste à imaginer d'user de moyens connus pour parvenir à un résultat qui peut fort bien être connu mais dans un rapport nouveau. Exemple : utiliser un produit connu comme insecticide alors qu'il n'était pas prévu pour cela.
L'invention de combinaison concerne le groupement non encore réalisé, dans son agencement ni dans ses constituants, de moyens connus en eux-mêmes dès lors qu'ils coopèrent les uns avec les autres pour l'obtention d'un résultat industriel. Exemple : la brouette est constituée de trois éléments qui coopèrent entre eux pour un résultat unique qui est différent des résultats de chacun des trois éléments: la roue, le caisson et le levier.
L'invention d'usage consiste en un effet technique qui apporte un bénéfice d'utilisation. Cette catégorie, d'ordre stratégique plutôt que juridique, précise les catégories précédentes. Exemple : produire un effet de zoom par l'écartement de deux doigts sur un écran tactile de tablette informatique.

### Classification internationale des brevets
La Classification internationale des brevets (CIB) est initiée par l’Arrangement de Strasbourg de 1971, le 1er juillet 2008, signé par cinquante-huit États parties prenantes. Mais « dans la pratique, toutefois, la CIB est utilisée par les offices de propriété industrielle de plus de 100 États, par quatre offices régionaux, ainsi que par le Bureau international de l’OMPI, dans le cadre du Traité de coopération en matière de brevets (PCT) ».
Cette classification est un système hiérarchique divisant les technologies en huit sections (le niveau le plus général avec, par exemple : « Techniques industrielles, Transports » ou « Chimie, Métallurgie »…), classes, sous-classes et groupes. Elle est commune pour les brevets, les modèles d’utilité et les certificats d’utilité, et est utilisée par de nombreux pays. Son objectif est de faciliter les recherches sur les millions de brevets en proposant une entrée par les technologies. Le résultat est qu'à partir des listes des codes IPC associées à chaque demande de brevet, il est possible de connaître les technologies reprises par l'invention et de mieux apprécier l'activité inventive.
Une étude, visant à simplifier les comparaisons technologiques au niveau national en s'appuyant sur les codes IPC, a produit une classification en cinq domaines technologiques subdivisés en 35 champs. Elle montre que le domaine le plus représenté en 2005 est celui de la pharmaceutique. En associant cette classification avec d'autres informations (déposants, localisations des inventeurs, information financière sur les groupes déposants…), les possibilités d'analyses sont importantes. En allant dans ce sens, une équipe de recherche a publié le classement des 2 400 plus grands groupes mondiaux. Il apparait que dans le domaine de la chimie, le déposant le plus important en nombre de dépôts de brevets prioritaires est le groupe japonais Hitachi Ltd, suivi par le groupe allemand Bayer AG. À ce niveau d'analyse, il est également possible de connaître en détail la nature de l'activité inventive d'un État (par ses inventeurs ou déposants, ou par le siège social de ses têtes de groupe) ou d'un groupe à travers les portefeuilles de brevets de ceux-ci. Par exemple, le groupe français Thales SA, entre 1986 et 2005, s'est spécialisé en technologie de l'informatique (et dans une moindre mesure en télécommunication), par contre la proportion du nombre de brevets prioritaires déposés dans les technologies de l'audiovisuel a diminué, alors que dans le même temps la propension du groupe à déposer dans le domaine des instruments (de mesure et en optique) est restée stable.

## Alternatives

### Procédés délibérément non brevetés
Lorsqu'une entreprise estime que ses concurrents ont peu de chance de percer l'un de ses secrets de fabrication pendant la durée de couverture d'un éventuel brevet, ou qu'elle ne pourra détecter la contrefaçon et faire valoir ses droits, elle peut choisir de ne pas en déposer, ce qui comporte un risque et un avantage :
- le risque : si un de ses concurrents découvre le même procédé et prend un brevet sur lui, elle peut se voir interdire d'utiliser sa propre invention (le droit français et le droit américain diffèrent sur ce point, l'un considérant la preuve de date de la découverte, et l'autre la date de sa publication). Le droit français comporte également une exception dite de « possession personnelle antérieure », permettant à une personne qui apporte la preuve que l'invention alléguée de contrefaçon était effectivement déjà en sa possession avant la date de dépôt de la demande de brevet de continuer à l'exploiter. Dans ce cas, l'exploitation ne pourra continuer que pour cette personne et que sur le territoire français ;
- l'avantage : outre l'économie faite sur les coûts de brevetage (et éventuellement de défense du brevet) s'il n'y a pas de brevet, le procédé n'est pas publié et la société peut espérer l'exploiter en théorie sans limitation de durée (dans la pratique, quelqu'un trouvera probablement bien l'idée ailleurs, un jour, mais la durée de protection pourra se retrouver plus longue au total). Ce système du « secret de fabrique », et donc de non-dépôt de brevet, est utilisé dans quelques cas par l'industrie chimique (voir Coca-Cola aux États-Unis ; la première formule du Coca-Cola avait été brevetée et donc publiée ; ses ingrédients de l'époque - parmi lesquels des feuilles de coca - ne permettent pas pour autant d'utiliser cette formule aujourd'hui).

### Moyens d'éviter une prise de brevet
Pour empêcher une prise de brevet sur une invention qui peut être un dispositif ou un procédé, la seule méthode efficace est la publication éliminant ainsi toute délivrance ultérieure d'un brevet sur l'invention divulguée puisque celle-ci ne remplit plus le critère de nouveauté. Cela n'empêche toutefois pas forcément un tiers de breveter des améliorations ou des développements de l'idée initiale, pour autant que les critères de brevetabilité (nouveauté et activité inventive) soient remplis.
Attention, toutefois : la publication (divulgation) abusive de l'invention d'un tiers n'empêchera pas la prise de brevet, des garde-fous existant dans les législations.

### Brevets non expirés rendus libres par leurs détenteurs
En juin 2014, s'inspirant du mouvement open source, Tesla Motors décida d'initier un mouvement analogue consistant à renoncer à poursuivre toutes entreprises ou autres qui décideraient d'utiliser en toute bonne foi, précise-t-elle, ses brevets, lesquels concernent le développement de la voiture électrique, et ce, sans exiger de redevance en retour.
Une première qui fut suivie moins d'un an plus tard par Toyota qui annonça, début janvier 2015, au salon de l’électronique de Las Vegas qu'elle faisait de même pour quelque 5 680 brevets liés aux piles à combustible.

### Brevets écoresponsables
Quelques acteurs industriels (IBM, Sony, Nokia et Pitney Bowes) ont décidé le 14 janvier 2008 d'offrir certains brevets utiles pour la protection de l'environnement, sur une plateforme appelée Eco-Patent Commons (EPEC). À cette date, environ trente brevets (portant sur l'environnement, l'énergie ou les déchets) sont offerts à tous, sous l'égide du World Business Council on Sustainable Development (WBCSD), ONG qui va gérer cette plate forme, selon la plaquette de présentation de l'opération.

## Dépôts de brevets

### Dans le monde
La patentométrie (évaluation du nombre de brevets déposés par un acteur, un laboratoire, une université, une entreprise) est parfois utilisée comme indicateur pour le développement d’un secteur (au moins dans le domaine de la R&D), voire pour certains choix d’attribution de budgets ou subvention,
Il y a deux moyens importants de mesurer les dépôts de demandes de brevet dans le monde :
- l'étude des brevets déposés à l'Organisation mondiale de la propriété intellectuelle (OMPI) de Genève ;
- l'étude des brevets dits « triadiques », c'est-à-dire des brevets déposés simultanément à l'Office européen des brevets, l'USPTO américain et au Japan Patent Office.

| Rang | Pays         | Nombre de brevets 2011 | Nombre de brevets 2019 |
| ---- | ------------ | ---------------------- | ---------------------- |
| 1    | États-Unis   | 48 596                 | 57 840                 |
| 2    | Japon        | 38 888                 | 52 660                 |
| 3    | Allemagne    | 18 568                 | 19 353                 |
| 4    | Chine        | 16 406                 | 58 900                 |
| 5    | Corée du Sud | 10 447                 | 19 085                 |
| 6    | France       | 7 664                  | 7 934                  |
| 7    | Royaume-Uni  | 4 844                  | 5 786                  |
| 8    | Suisse       | 3 999                  | 4 610                  |
| 9    | Pays-Bas     | 3 494                  | 4 011                  |
| 10   | Suède        | 3 466                  | 4 185                  |

Par rapport à 2010, les dépôts ont enregistré une hausse de 10,7 % en 2011. La Chine, les États-Unis d’Amérique et le Japon ont représenté 82 % de la croissance totale ; l’entreprise chinoise ZTE est le plus grand déposant, totalisant 2 826 demandes publiées, suivie de la japonaise Panasonic (2 463 demandes) puis de la chinoise Huawei (1 831 demandes).
En 2019, le classement montre un déplacement des demandes de brevets vers l'Asie (plus de la moitié des demandes). En 2019, la Chine devient le principal déposant, dépassant pour la première fois les États-Unis. Le géant chinois des télécommunications Huawei Technologies est, pour la troisième année consécutive, le premier déposant, comptant 4 411 demandes. Les deux entreprises déposantes suivantes sont également asiatiques : Mitsubishi Electric Corporation (2 661) au Japon et Samsung Electronics (2 334) en Corée. Au total, parmi les dix principaux déposants, on dénombre quatre entreprises chinoises, deux coréennes et une en Allemagne, au Japon, en Suède et aux États-Unis.
| Rang | Pays      | Nombre de brevets |
| ---- | --------- | ----------------- |
| 1    | Suisse    | 956               |
| 2    | Pays-Bas  | 416               |
| 3    | Danemark  | 411               |
| 4    | Suède     | 403               |
| 5    | Allemagne | 332               |
| 6    | Finlande  | 312               |
| 7    | Autriche  | 261               |
| 8    | Belgique  | 204               |
| 9    | Japon     | 179               |
| 10   | Israël    | 173               |

Selon l’Office européen des brevets (OEB), la Suisse est de loin le pays qui recense le plus de demandes de brevets par habitant, les principaux déposants étant les universités et certains grands groupes.

### En France
Les dépôts de brevets à l'Institut national de la propriété industrielle (INPI) ont été de 16 707 en 2008 dont 14 742 déposants français. En 2004, ce chiffre des déposants français était de 14 230. La très grande majorité des déposants français sont des personnes morales (entreprises par exemple), le nombre de personnes physiques déposants français est en diminution depuis au moins 2004. En 2023, le nombre de brevets déposés augmente de plus de 5 %, retrouvant son niveau de 2019 avant la pandémie de Covid-19.

L'INPI associe aux dossiers de brevets déposés des codes qui permettent de déterminer leurs statuts :
- A1 : Demande de brevet (le dossier est simplement déposé à l'INPI) ;
- B1 : Brevet délivré (à partir de janvier 2000, le brevet a été validé par l'INPI, protection de 20 ans) ;
- A2 : Demande de certificat d’addition (addition à un brevet préexistant) ;
- A3 : Demande de certificat d’utilité (protection de 10 ans sans étude d'antériorités ni d'examen au fond par l'INPI).

Ainsi, en France, un brevet dont le numéro est suivi par la lettre A1 n'a pas encore été validé. L'information est disponible sur le site de INPI. Des codes équivalents existent dans chaque pays.
La loi Pacte, votée en 2019, permet en France de contester, partiellement ou totalement — sans passer par la voie judiciaire, et pour tout tiers —, la délivrance d’un brevet par l'INPI, comme cela se faisait déjà dans d’autres pays ainsi qu'à l’Office européen des brevets. Dans un contexte de multiplication des demandes de brevet, ceci facilite le repérage et la remise en cause de titres ne respectant pas les conditions de brevetabilité.

## Recherche de brevets
- Le portail de l'Organisation mondiale de la propriété intellectuelle (OMPI) sur les brevets et le système international des brevets présente[61], entre autres plusieurs nouveaux services en ligne (PCT Online File Inspection, équivalent international d'epoline), bases de données téléchargeables, table de conversion IPC8…).
- Le site d'Espacenet publié par l'Office européen des brevets (OEB) constitue l'un des plus gros réseaux de recherche de brevets, avec un accès gratuit à 70 millions de brevets provenant de 90 pays : worldwide.espacenet.com[62].
- La base de données des brevets canadiens de l'Office de la propriété intellectuelle du Canada (OPIC)[63] permet de rechercher, interroger et étudier gratuitement plus de 1 500 000 brevets.
- Le site français de l'Institut national de la propriété industrielle (INPI)[64] contient de nombreuses informations ainsi qu'un service de recherche national et international sur cinq millions de demandes de brevets publiées depuis 1978[65].
- Le moteur de recherche Epoline[66] de l'OEB permet de consulter toutes les pièces de la procédure pour une demande de brevet européen.
- Le moteur de recherche Google Patents recense les brevets en anglais[67].

#### Organismes nationaux et internationaux
- Office des brevets
- Enveloppe i-DEPOT